# Ruelliinae
Ruelliinae, podtribus u porodici primogovki, dio tribusa Ruellieae potporodica Acanthoideae. Sastoji se od 5 rodova

## Rodovi
1. Subtribus Ruelliinae Nees
  1. Dischistocalyx T.Anderson ex Benth. (12 spp.)
  2. Satanocrater Schweinf. (4 spp.)
  3. Acanthopale C.B.Clarke (12 spp.)
  4. Ruellia Plum. ex L. (389 spp.)
  5. Calacanthus T.Anderson ex Benth. (1 sp.)